# 差入店
差入店（さしいれてん）とは、拘置所・刑務所・少年院・少年鑑別所・代用刑事施設に収監や収容されている受刑者、被疑者、被告人などに差し入れる各種商品を販売している商店である。

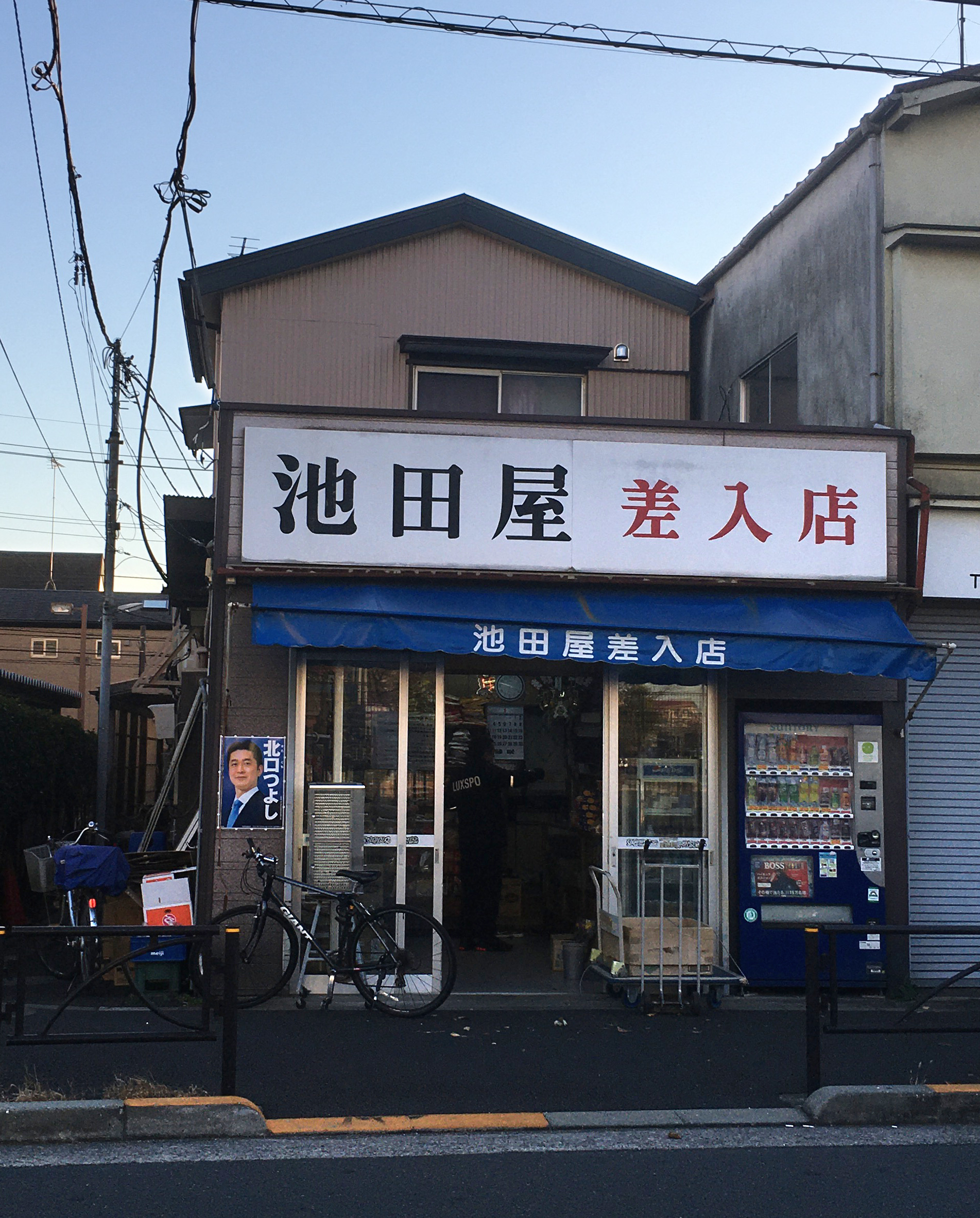
東京拘置所の近くにある差入店

差入屋（さしいれや）・差入所（さしいれどころ）と称する店もある。

## 概要
全国各地の主な拘置所・刑務所・少年院・少年鑑別所・代用刑事施設（警察署）の近くで営業しており、店舗の形態としては一般的な個人商店とほぼ変わりはない。但し、差し入れ目的でないと購入できない品物もある。取扱い品目は生ものを除く食料品・文具・雑誌・衣料・毛布・郵便切手等の身の回り品である。
もちろん、差入店で購入した物だけが差し入れの対象ではないが、差入店の店主・店員は差し入れできない品目を熟知しているので購入の判断を相談しやすい。
また、店によっては面会人の代行で差し入れ品を拘置所・刑務所・少年院・少年鑑別所・代用刑事施設に届ける業務も行なっている。

## 差入店を題材にした作品
- 『差し入れ屋さん物語 拘置所とシャバを結ぶ悲喜こもごもの交差点』
  - 1989年1月28日、TBS系『土曜ドラマスペシャル』で放送された、差入店店主と拘置所に入所された刑事被告人・死刑囚の人間模様を描いたテレビドラマ。出演はミヤコ蝶々、中田喜子、小林稔侍、根本りつ子、石倉三郎、児島美ゆき、久保田篤ほか。
- 映画『金子差入店』
  - 2025年5月16日公開。差入店を営む家族の絆と、彼らが巻き込まれる不可解な事件を描く、ヒューマンサスペンス。監督、脚本古川豪、主演丸山隆平。古川豪は演出・脚本・監督を経て、本作が劇場用長編映画の監督第1作となった。その他出演は真木よう子、三浦綺羅、川口真奈、北村匠海、村川絵梨、甲本雅裕ほか[2]。